# 小平市
小平市（日语：／ Kodaira shi */?）是位于東京都多摩地區的日本城市。市區面積20.46平方公里。市制施行于1962年。往東京都特別區部的通勤率達29.1%（平成22年國勢調査）。
江戶時代新田開發後逐漸形成聚落。西武鐵道新宿線、拜島線、國分寺線、多摩湖線、JR武藏野線通過本市。市內有玉川上水遊步道、小平靈園等都市綠地。

## 地理

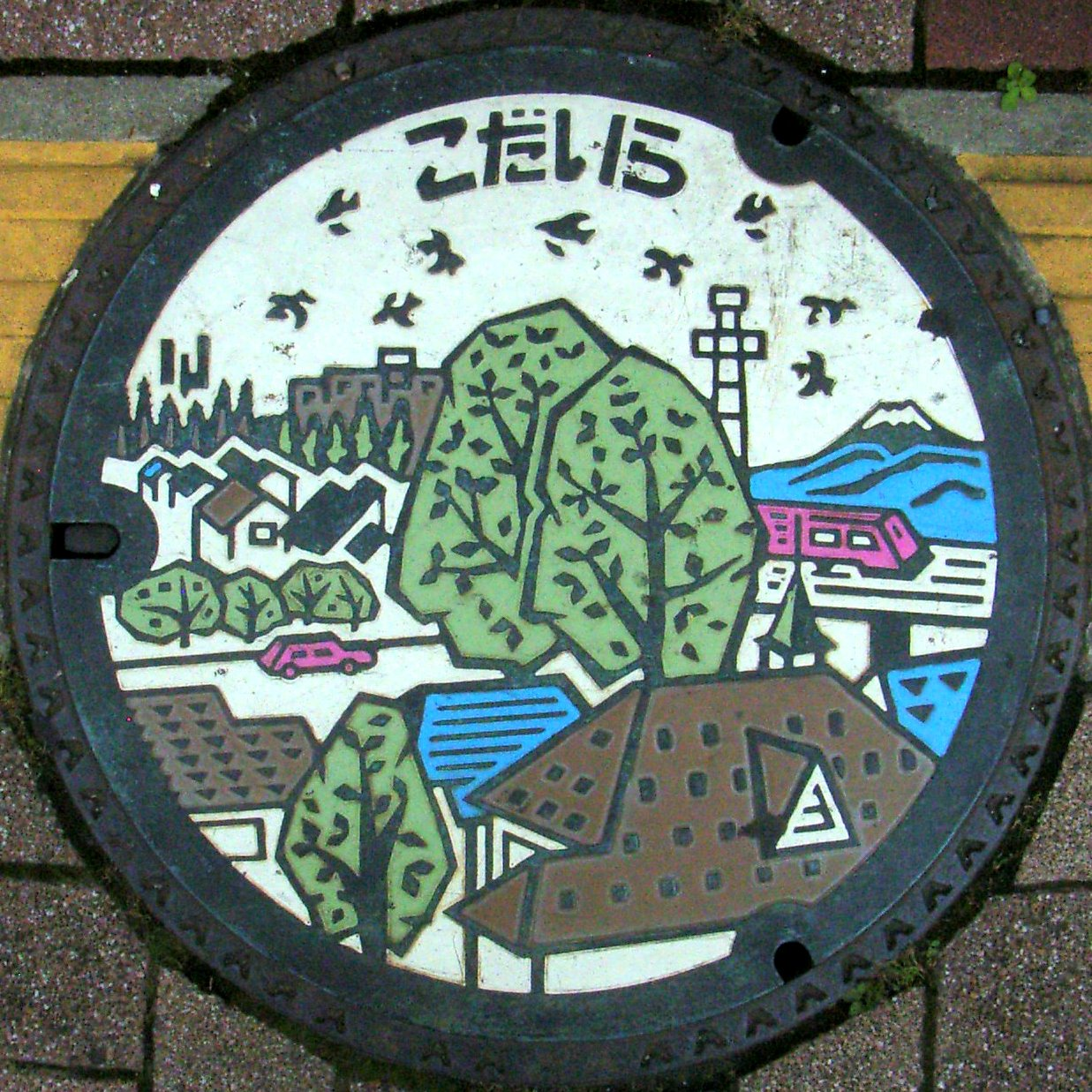
小平市的下水道井蓋

小平市位於武藏野台地西側，地勢起伏較小。市域東端為石神井川源頭，然而其他地區缺乏水源，直到江戶時代開鑿玉川上水後才開始發展。
交通方面，東西向主要幹道與鐵道有青梅街道、五日市街道、西武鐵道新宿線與拜島線等，而南北向主要幹道與鐵道有小金井街道、府中街道、西武鐵道國分寺線、多摩湖線、JR武藏野線等。
市內小川、鈴木、大沼等地名源自舊新田時代，鷹之台（たかの台）因江戶時代尾張德川家鷹場所在地而得名，御幸町則是1883年明治天皇行幸地。

### 鄰接自治體
- 東 - 西東京市
- 北 - 東久留米市、東村山市、東大和市
- 南 - 立川市、國分寺市、小金井市

### 地域
東部
- 花小金井（はなこがねい）
- 花小金井南町
- 大沼町（日语：大沼町）
- 美園町（みそのちょう）
- 天神町
- 鈴木町（日语：鈴木町）
- 御幸町（日语：御幸町 (小平市)）（みゆきちょう）
- 回田町（日语：回田町）（めぐりたちょう）
- 仲町
- 學園東町（日语：学園東町）
- 喜平町（日语：喜平町）（きへいちょう）

西部
- 學園西町（日语：学園西町）
- 小川東町
- 小川西町
- 小川町（日语：小川町 (小平市)）（おがわちょう）
- 津田町
- 榮町
- 鷹之台（たかの台）
- 中島町

南部
- 上水南町（日语：上水南町）
- 上水本町（日语：上水本町）
- 上水新町（日语：上水新町）

## 歷史
市域在古時因缺乏水利，僅有舊石器時代的鈴木遺跡、奈良時代至平安時代的八小遺跡。律令制下屬武藏國多摩郡，雖有官道之一的東山道武藏路通過，但仍是難以居住的地區。
江戶時代，因整備青梅街道而在此設置小川宿。承應3年（1654年），玉川上水的開鑿開啟了此地的發展。
延寶6年（1678年），此地成為尾張德川家的鷹場。此為鷹之街道（たかの街道）與鷹之台（たかの台）地名的由來。
明治時代，此地仍是都心郊外的純農村地帶。明治時代初期，此地曾利用玉川上水發展船運。明治27年，川越鐵道（西武國分寺線）開設小川站。昭和初年，西武新宿線、西武多摩湖線陸續通車。關東大地震後，被譽為「學園都市」的學園東町、學園西町一帶開發成住宅區。昭和初期開設津田英學塾等學校與醫院，加上陸軍經理學校等軍事設施入駐，人口逐漸增加，但至1944年町制施行時，市域大半仍為農地。
戰後，小平市成為東京臥城，人口急速增長。普利司通與日立製作所等工廠、大學與專門學校等教育機關陸續進駐。昭和48年，武藏野線開通。

### 年表
- 1657年（明曆3年） - 為武藏國多摩郡小川村。
- 1716〜1736年 - 小川新田、大沼田新田、野中新田與右衛門組、野中新田與左衛門組、鈴木新田、廻田新田陸續開拓。
- 1871年（明治4年） - 廢藩置縣施行，屬神奈川縣多摩郡。
- 1878年（明治11年） - 郡區町村編制法（日语：郡区町村編制法）施行，屬神奈川縣北多摩郡。
- 1889年（明治22年） - 町村制施行。小川村、小川新田、大沼田新田、野中新田與右衛門組、野中新田與左衛門組、鈴木新田、廻田新田以上7村合併成立神奈川縣北多摩郡小平村。
- 1893年（明治26年） - 從神奈川縣移交東京府，為東京府北多摩郡小平村。
- 1943年（昭和18年） - 東京都制施行，為東京都北多摩郡小平村。
- 1944年（昭和19年） - 町制施行，為東京都北多摩郡小平町。
- 1962年（昭和37年） - 市制施行，為東京都小平市。

### 地名由來
1889年7村合併時，以當時的中心小川村的小與周邊武藏野台地上平坦土地的平兩字命名為小平。

## 人口
| 小平市人口分布圖 |                                               |  |
| 小平市與日本全國年齡別人口分布比較圖 （2005年資料） | 小平市的年齡、男女別人口分布圖 （2005年資料） |  |
| ■紫色是小平市 ■綠色是全国 | ■藍色是男性 ■紅色是女性                       |  |
| 小平市人口變化 \| 1970年 \| 137,373人 \| \| \| 1975年 \| 156,181人 \| \| \| 1980年 \| 154,610人 \| \| \| 1985年 \| 158,673人 \| \| \| 1990年 \| 164,013人 \| \| \| 1995年 \| 172,946人 \| \| \| 2000年 \| 178,623人 \| \| \| 2005年 \| 183,796人 \| \| \| 2010年 \| 187,035人 \| \| \| 2015年 \| 190,005人 \| \| \| 2020年 \| 198,739人 \| \| |                                               |  |
| 資料來源：日本總務省統計中心提供之人口普查數據 |                                               |  |
| 1970年 | 137,373人                                     |  |
| 1975年 | 156,181人                                     |  |
| 1980年 | 154,610人                                     |  |
| 1985年 | 158,673人                                     |  |
| 1990年 | 164,013人                                     |  |
| 1995年 | 172,946人                                     |  |
| 2000年 | 178,623人                                     |  |
| 2005年 | 183,796人                                     |  |
| 2010年 | 187,035人                                     |  |
| 2015年 | 190,005人                                     |  |
| 2020年 | 198,739人                                     |  |

### 日夜間人口
2005年夜間人口（居住者）為183,775人，日間活動人口合計為160,499人，是夜間人口的0.873倍。市內往市外的通勤者有52,528人，市外往市內的通勤者僅28,485人，而市外往市內的通學生有11,109人，市內往市外的通學生有10,342人。

## 行政

### 現市長
- 小林洋子（こばやし ようこ）

### 歷代市長
- 小川睦郎
- 大島宇一
- 瀨沼永真
- 前田雅尚（まえだ まさなお）
- 小林正則（日语：小林正則 (政治家)）（こばやし まさのり）

### 議會
- 議員28名（缺額1人）。
- 黨派分布（2013年7月9日）：
  - 市議會公明黨：6人
  - 政和會（自由民主黨系）：5人
  - 論壇小平（民主黨、社會民主黨系）：4人
  - 日本共產黨小平市議團：4人　
  - 生活者網路（日语：東京・生活者ネットワーク）：3人　
  - 虹與光：2人
  - 眾人之黨小平會：2人
  - 志政俱樂部：1人

### 廣域行政
- 多摩北部都市廣域行政圏協議會（日语：多摩北部都市広域行政圏協議会）
多摩地域東北部的西東京市、東村山市、清瀨市、東久留米市與本市5市互相利用設施或共同舉辦活動等。通稱「多摩六都」。「六都」是包含合併成西東京市前的田無市、保谷市，合併後仍繼續沿用。

- 多摩六都科學館（日语：多摩六都科学館）組合

西東京市、東村山市、清瀬市、東久留米市與本市5市營運。設施位於西東京市。
- 東京都十一市競輪事業組合
八王子市、武藏野市、青梅市、昭島市、調布市、町田市、小金井市、日野市、東村山市、國分寺市與本市11市舉辦京王閣競輪（日语：京王閣競輪場）。設施位於調布市。

- 東京都四市競艇事業組合（日语：東京都四市競艇事業組合）
日野市、東村山市、國分寺市與本市4市舉辦多摩川競艇（日语：多摩川競艇場）。事務所位於調布市，設施位於府中市。

- 昭和醫院組合
小金井市、東村山市、東久留米市、清瀨市、東大和市、武藏村山市、西東京市與本市8市營運公立昭和醫院（日语：公立昭和病院）。設施位於小平市天神町。

- 小平、村山、大和衛生組合
武藏村山市、東大和市與本市3市組成，營運處理三市垃圾廢棄物的清掃工場。設施位於小平市中島町。

### 自治體交流
- 北海道留萌郡小平町（おびらちょう）（留萌振興局）
  - 因同名於1978年7月1日締結為姊妹都市。

## 國政、都政

### 國政
日本眾議院小選舉區屬東京19區（小平、國分寺、國立、西東京）。
- 2014年12月（第47回日本眾議院議員總選舉）
  - 松本洋平（自由民主黨）

### 都政
本市為單一選舉區。席次2名。
- 2013年6月
  - 高橋信博（自由民主黨）
  - 齊藤敦（民主黨）

## 產業

### 農業
蔬菜、果樹、花、盆栽等。特產品為九眼獨活與梨、藍莓。其中小平市市最早進行藍莓經濟栽培的地方，為本市代表特產品。東京都小平市、山梨縣北杜市、茨城縣筑波市並列為「日本三大藍莓」產地。

### 工業
- 日立製作所

#### 事業所
市內主要事業所：
- 普利司通東京工場
- 瑞薩電子武藏事業所
- 日立國際電氣（日语：日立国際電気）小金井（小平）工場
- 第一屋麵包（日语：第一屋製パン）本社、小平工場(
- PAMPY食品（日语：パンピー食品）東京工場
- 曙麵包（あけぼのパン）東京工場

### 商業

#### 超市、折扣店
ヤオコー
- 小平回田店

お酒の河内屋 業務スーパー
- 小平店

天池（あまいけ）
- 小平店
- 一橋學園店
- 小川店

稻毛屋
- 小平學園西町店
- 小平回田店
- 小平天神店

西友
- 小平店
- 花小金井店

CO-OP東京
- 小川西町店
- 鷹之台店
- 回田町店

LAWSON STORE 100
- 東大和店
- 花小金井南店
- 小平仲町店

- 大榮（日语：ダイエー）小平店
- I-M SASAMA（アイムササマ）
- 小野商事
- Sunday Mart（日语：マルエツ）（サンデーマート）
- SAEKI（さえき）鷹之台店
- SUMMIT STORE（サミットストア）小平上水本町店
- 唐吉訶德小平店

- Eco's（日语：エコス）小平店
- MAMMY MART（日语：マミーマート）小平小川店
- Big-A（日语：ビッグ・エー）小平鈴木店
- PEACOCK STORE（日语：イオンマーケット）花小金井店
- R Shop（Rショップ）
- MARUYASU商店（まるやす商店）

#### 其他商業設施
TSUTAYA
- 小平店
- 花小金井站前店

GEO
- 小平小川町店
- 小平鈴木町店

羅多倫咖啡
- ESSO久留米新市鎮店
- ESSO喜平橋店
- 花小金井店

BOOK OFF
- 花小金井店

- 小島電器（日语：コジマ）NEW小平店
- 野島電器（日语：ノジマ）小平店
- 小平家具中心
- 文教堂書店（日语：文教堂）小平店
- 古本市場（日语：テイツー）小平店
- ORION書房（日语：オリオン書房）小平店
- PC DEPOT花小金井店

## 教育

### 小學校
市立
- 小平第一小學校
- 小平第二小學校
- 小平第三小學校
- 小平第四小學校（日语：小平市立小平第四小学校）
- 小平第五小學校（日语：小平市立小平第五小学校）
- 小平第六小學校（日语：小平市立小平第六小学校）
- 小平第七小學校（日语：小平市立小平第七小学校）
- 小平第八小學校
- 小平第九小學校
- 小平第十小學校

- 小平第十一小學校
- 小平第十二小學校（日语：小平市立小平第十二小学校）
- 小平第十三小學校
- 小平第十四小學校
- 小平第十五小學校
- 花小金井小學校
- 學園東小學校
- 上宿小學校
- 鈴木小學校（日语：小平市立鈴木小学校）

私立
- 慈幼小學校（日语：サレジオ小学校）
- 東京創價小學校（日语：東京創価小学校）

### 中學校
市立
- 小平第一中學校（日语：小平市立小平第一中学校）
- 小平第二中學校（日语：小平市立小平第二中学校）
- 小平第三中學校（日语：小平市立小平第三中学校）
- 小平第四中學校（日语：小平市立小平第四中学校）
- 小平第五中學校（日语：小平市立小平第五中学校）
- 小平第六中學校（日语：小平市立小平第六中学校）
- 花小金井南中學校（日语：小平市立花小金井南中学校）
- 上水中學校（日语：小平市立上水中学校）

私立
- 白梅學園清修中學校（日语：白梅学園高等学校・清修中学校）
- 慈幼中學校（日语：サレジオ中学校）
- 創價中學校（日语：創価中学校・高等学校）

### 高等學校
都立
- 小平高等學校（日语：東京都立小平高等学校）
- 小平西高等學校（日语：東京都立小平西高等学校）
- 小平南高等學校（日语：東京都立小平南高等学校）

私立
- 錦城高等學校（日语：錦城高等学校 (私立)）
- 創價高等學校（日语：創価中学校・高等学校）
- 白梅學園高等學校（日语：白梅学園高等学校・清修中学校）

### 大學、短期大學
國立
- 一橋大學小平國際校區

私立
- 嘉悦大學（日语：嘉悦大学）
- 津田塾大學
- 文化學園大學小平校區
- 白梅學園大學（日语：白梅学園大学）、白梅學園短期大學
- 武藏野美術大學
- 放送大學東京多摩學習中心

### 專修學校
- 國土建設學院（日语：国土建設学院）〈學校法人明倫館〉
- 國際商業專門學校（国際ビジネス専門学校）（學校法人啓倫學園）
- 国際糕點調理師專門學校（国際パティシエ調理師専門学校）（學校法人啓倫學園）
- 國際健康植物科學專門學校（日语：国際健康植物科学専門学校）（學校法人啓倫學園）
- 西東京調理師專門學校（學校法人啓倫學園）

### 特別支援學校
- 東京都立小平特別支援學校

### 其他學校
- 朝鮮大學校〈學校法人東京朝鮮學園（日语：学校法人東京朝鮮学園）〉

### 學校教育以外的設施
- 職業能力開發總合大學校（日语：職業能力開発総合大学校）（小平校區）
- 國土交通大學校（國土交通省教育培訓設施）
- 陸上自衛隊小平學校（日语：陸上自衛隊小平学校）
- 關東管區警察學校（日语：関東管区警察学校）（警察廳培訓設施）

## 機關、設施
- 法務省

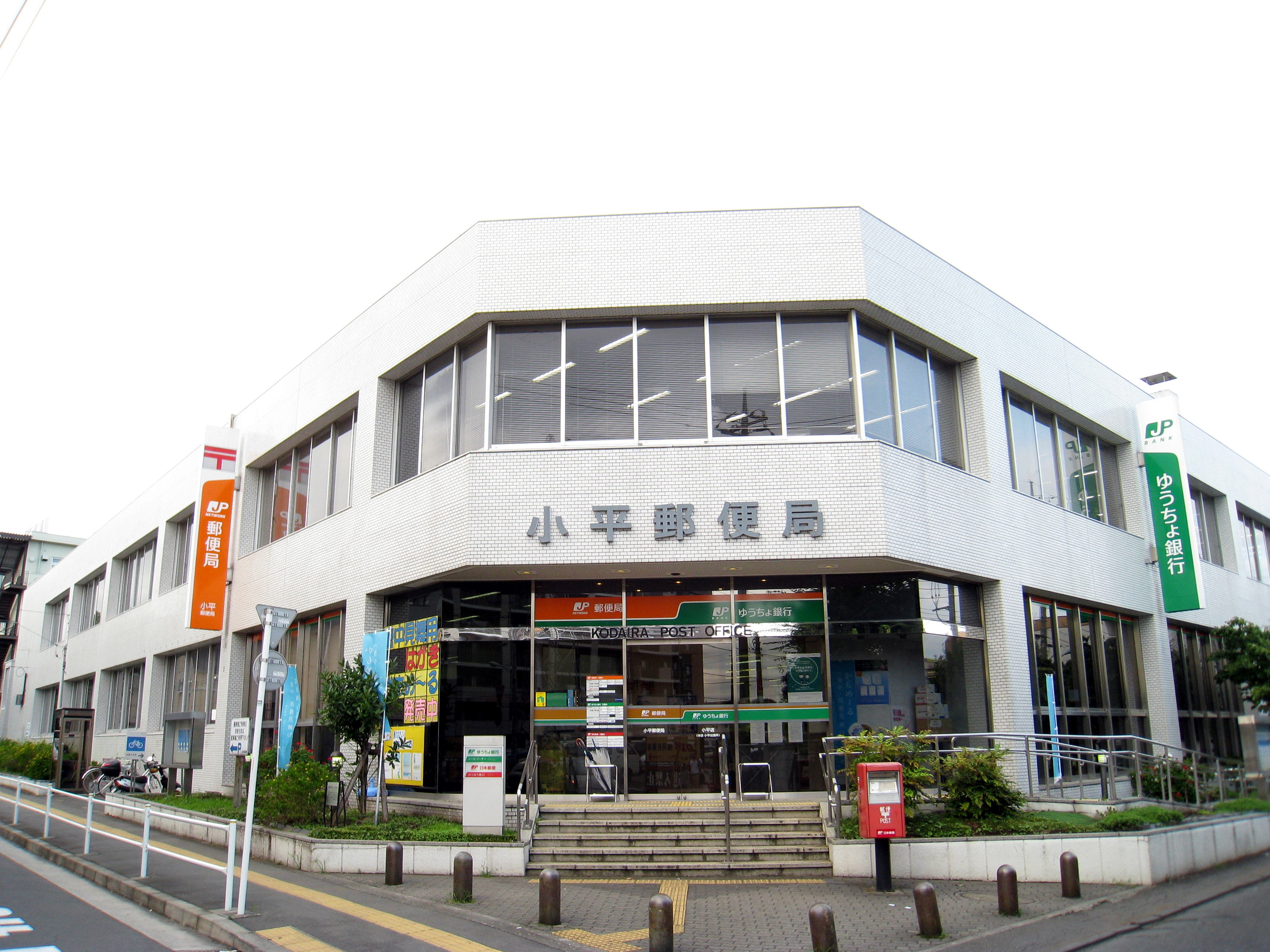
小平郵便局

  - 公安調査廳關東公安調査局國立駐在官室北部駐在
- 防衛省
  - 陸上自衛隊小平駐屯地（日语：小平駐屯地）（小平學校、第305基地系統通信中隊小平派遣隊、第126地區警務隊小平連絡班）
- 厚生勞動省
  - 立川公共職業安定所（日语：公共職業安定所）小平就職情報室
- 警察廳
  - 關東管區警察學校（日语：関東管区警察学校）
- 東京都
  - 小平警察署小平警察署（日语：小平警察署小平警察署）
  - 小平消防署
    - 小川出張所
    - 花小金井出張所

  - 小平都稅支所
  - 水道局小平服務站
  - 多摩建築指導事務所 建築指導第二課
  - 農業振興事務所 中央農業改良普及中心
  - 西部學校經營支援中心支所
  - 多摩小平保健所
  - 小平兒童相談所
  - 藥用植物園
  - 北多摩北部建設事務所小平工區
  - 住宅供給公社小平窗口中心
- 千代田區
  - 千代田區花小金井學園（花小金井運動設施）
- 國分寺市
  - 國分寺市民運動中心

- （獨法）國立精神、神經醫療研究中心（日语：国立精神・神経医療研究センター）醫院
- （獨法）農業、食品產業技術總合研究機構（日语：農業・食品産業技術総合研究機構）
  - 動物衛生研究所（日语：動物衛生研究所）
- （獨法）農林水產消費安全技術中心（日语：農林水産消費安全技術センター）
  - 本部農藥檢查部、小平總務分室
- （獨法）大學評價、學位授與機構
- （國大法）一橋大學小平國際校區

- 日本郵政集團
  - 日本郵便株式會社小平郵便局（日语：小平郵便局）
  - 郵貯銀行小平店（正式名稱：本店小平出張所）

## 交通

### 鐵路
西武鐵道
- 新宿線：花小金井站 - 小平站
- 多摩湖線：一橋學園站 - 青梅街道站
- 國分寺線：鷹之台站 - 小川站
- 拜島線：小平站 - 小川站

東日本旅客鐵道（JR東日本）
- 武藏野線：新小平站

也可利用市界附近的西武鐵道拜島線萩山站（東村山市）、東大和市站（東大和市）、玉川上水站（立川市）、多摩湖線八坂站（東村山市）、國分寺線戀窪站（國分寺市）等。

### 巴士
- 都營巴士（青梅（日语：都営バス青梅支所））
  - 梅70（日语：都営バス青梅支所） - 西東京市延青梅街道至青梅市，可在小平站搭乘。
- 西武巴士（小平（日语：西武バス小平営業所）、立川（日语：西武巴士立川営業所）、瀧山（日语：西武バス滝山営業所））
  - 市內有小平營業所。可搭乘往市內各站、武藏小金井站、東久留米站、清瀨站、國分寺站、立川站等地的巴士路線。
- 立川巴士（日语：立川バス）（上水（日语：立川バス上水営業所））
  - 國分寺站經小平團地至花小金井站、昭和醫院、大沼團地的巴士路線。
- 關東巴士（武藏野（日语：関東バス武蔵野営業所））
  - 花小金井站至多摩六都科學館（日语：多摩六都科学館）、武藏境站
- 京王巴士（小金井、中央（日语：京王バス中央・府中営業所））
  - 小平團地至武藏小金井站、國分寺站、多摩總合醫療中心（日语：東京都立多摩総合医療センター）
- 銀河鐵道（日语：銀河鉄道 (バス会社)）
  - 小平站南口經中央大學附屬高等學校與學藝大學前至JR中央線國分寺站北口

#### 社區巴士
- 小平市社區巴士（日语：小平市コミュニティバス）『虹巴士』（にじバス）（西武巴士營運）

### 社區計程車
- 小平市社區計程車
  - 大沼線
  - 小川、榮町線

### 道路
- 都道
  - 東京都道5號新宿青梅線（青梅街道、新青梅街道（日语：新青梅街道））
  - 東京都道7號杉並秋留野線（日语：東京都道7号杉並あきる野線）（五日市街道）
  - 東京都道15號府中清瀨線（日语：東京都道15号府中清瀬線）（小金井街道（日语：東京都道15号府中清瀬線））
  - 東京都道16號立川所澤線（日语：東京都道・埼玉県道16号立川所沢線）（府中街道{小川町交差點～八坂交差點}、立川通（日语：東京都道・埼玉県道16号立川所沢線）{小川橋交差點～小平上宿交差點}）
  - 東京都道17號所澤府中線（日语：東京都道17号所沢府中線）（府中街道）
  - 東京都道131號小川停車場線（日语：東京都道131号小川停車場線）（小川站前通）
  - 東京都道132號小川山田無線（日语：東京都道132号小川山田無線）（鈴木街道）
  - 東京都道133號小川山府中線（日语：東京都道133号小川山府中線）（國分寺街道）
  - 東京都道134號戀窪新田三鷹線（日语：東京都道134号恋ヶ窪新田三鷹線）（連雀通）
  - 東京都道144號中島十番線（日语：東京都道144号中島十番線）（村山街道）
  - 東京都道227號小平停車場野中新田線（日语：東京都道227号小平停車場野中新田線）（東京街道）
  - 東京都道230號小平停車場小川新田線（日语：東京都道230号小平停車場小川新田線）（小平站西通）
  - 東京都道248號府中小平線（日语：東京都道248号府中小平線）（新小金井街道）
  - 東京都道253號保谷狹山自然公園自行車道線（日语：東京都道253号保谷狭山自然公園自転車道線）（多摩湖自行車道）

## 觀光

### 景點、古蹟
- 小平靈園（日语：小平霊園）
  - 野口雨情、壺井榮、伊藤整、小川未明等墓所。（墓地大部分位於東村山市）
  - 跨東村山市、東久留米市、小平市，公園事務所所在地為東村山市。
- 野火止用水（日语：野火止用水）
- 玉川上水

### 公園

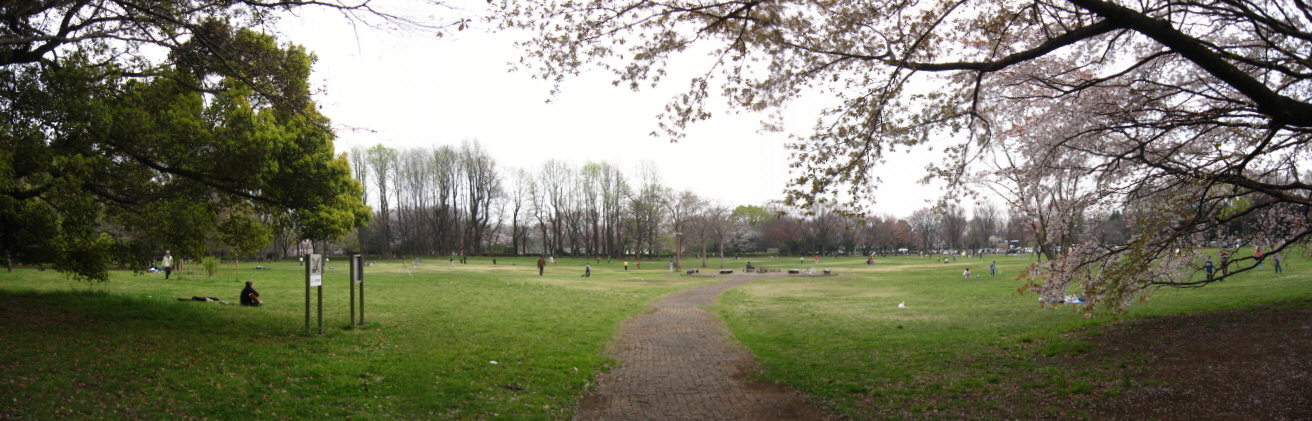
小金井公園

- 小金井公園 (跨小金井市、小平市、西東京市、武藏野市的都立廣域公園)
- 小平中央公園（日语：小平中央公園）
- 小平東部公園
- 筍（たけのこ）公園
- 紫陽花（あじさい）公園

### 美術館、博物館等
- 小平市平櫛田中雕刻美術館（日语：小平市平櫛田中彫刻美術館）
- 東京都藥用植物園
- GAS MUSEUM 瓦斯資料館（日语：GAS MUSEUM がす資料館）
- 小平故鄉（ふるさと）村
  - 1908年建的舊小川郵便局舍等建築物
- 鈴木遺跡資料館
- 接觸（ふれあい）下水道館

### 會廳
- RUNE小平（日语：ルネこだいら）

### 休閒設施
- 小金井鄉村俱樂部（日语：小金井カントリー倶楽部）
  - 1937年10月3日開幕的高爾夫球場
- TERME（テルメ）小川（天然溫泉）
- 小平東部公園泳池
- おふろの王樣（日语：おふろの王様）花小金井店（天然溫泉）
- こもれびの足湯（利用清掃工場餘熱的公共足湯）

### 其他
- FC東京小平運動場（日语：FC東京小平グランド）
- 九道之辻（東村山市交界的八坂交差點。過去有9條道路交會。現有7條道路在此交會）
- 市內保留許多圓筒型郵筒（日语：丸型ポスト）聞名，2014年統計約有36處，詳細地點請參見「丸いポストのまち　こだいら」。

### 祭典、活動
- 江藤俊哉（日语：江藤俊哉）競賽（8月）
- 小平市民祭（10月）
- GREEN ROAD秋之收穫祭（グリーンロード秋の収穫祭）（11月）
- 小平產業祭（11月）

## 體育隊伍
- FC東京 - 會所與練習場位於大沼町。

## 相關人物
- 原田舞葉 - 小說家。
- 辻谷耕史 - 聲優。
- 小栗旬 - 演員。小平第三小學校畢業。
- 柳原可奈子 - 搞笑藝人。東京都立小平高等學校畢業。
- 前田亞美 - AKB48
- 中村憲剛 - 足球選手（川崎前鋒、日本國家隊代表）
- 大林素子 - 前排球選手。住在萩山團地。
- 米倉加奈子 - 羽毛球選手。優乃克簽約選手。

## 備註
1. ↑  「多摩ら・び」2000年No.14
2. ↑  東京都編集『東京都の昼間人口2005』平成20年発行154,155ページ

## 外部連結
- 東京都小平市 （页面存档备份，存于）（日語）